# Цивилизация статуса
Цивилиза́ция ста́туса (англ. The Status Civilization; варианты перевода: Тоже цивилизация, Статус-цивилизация) — научно-фантастический роман Роберта Шекли, впервые опубликованный в 1960 году в Amazing Science Fiction Stories, двумя частями в августовском и сентябрьском выпусках. Злая сатира на систему правосудия, на попытки формирования единого общества одинаковых людей, размышления о вине и вероятности вины человека, самопознании, добре, воле к жизни, воле к внутренней и внешней свободе.

## Сюжет
27-летний гражданин Уилл Баррент обвинён в убийстве и попадает на планету-тюрьму Омега, где всё построено по своеобразному уголовно-кастовому принципу. Особенностью государственного устройства является то, что каждый гражданин обязан употреблять наркотики, вызывающие стойкую зависимость, обязан посещать чёрные мессы, обязан нарушать закон.
Баррент ничего не помнит и отчётливо ощущает, что он здесь чужой, случайно и незаслуженно попавший сюда человек. Он старается выяснить, виновен ли он или же кто-то его подставил.
Совершив первое убийство на Омеге при самообороне, Уилл получает повышение до статуса свободного гражданина, а также получает в наследство магазин противоядий убитого. Совершая убийства, Баррент довольно быстро поднимается по социальной лестнице Омеги, обнаруживает настоящего убийцу, связывается с политическим подпольем и с его помощью наконец возвращается на Землю. 
На Земле он находит тоталитарное общество. Притворяясь опросчиком, он обходит каждый дом и собирает подробные сведения о Земле. Как оказалось, Земля не имеет полноценной армии, не боеспособна и корабли, не дающие заключённым сбежать с Омеги, на самом деле ни на что не способны, а нужны лишь для устрашения, чтобы заключённые не предпринимали попыток сбежать, которые непременно завершатся успехом. Обходя дома жителей и проводя опросы, он случайно посещает шефа полиции, который помогает ему переправить собранные сведения на Омегу.
Собрав сведения о Земле и посетив робота-исповедника, он вспоминает, что был лишь случайным свидетелем убийства, на месте которого подобрал оружие, и что несмотря на отсутствие вины, он всё же сам на себя донёс роботу-исповеднику, так как всем земным детям в школьном возрасте на закрытых уроках в подсознание вбивают программу, по которой они должны сразу же сознаваться в любом совершённом преступлении. А осознавший эту систему человек должен по таким же подсознательным командам совершить самоубийство. Баррент также чуть не совершил самоубийство, но, благодаря полученному на Омеге жизненному опыту, вовремя смог воспротивиться этой подсознательной программе, и затем — навсегда избавиться от неё.

## Разное
- По мотивам произведения в 1989 году был опубликован комикс в журнале «Пульс».
- В игровой вселенной Mass Effect находится космическая станция «Омега», населённая криминальными элементами, вынужденными парадоксальным образом придерживаться закона, но в то же время нарушать его, что создает те же политические, экономические и социальные проблемы, что и в произведении.